# Isaac Babel
Isaac Emmanuilovich Babel (em russo: Исаа́к Эммануи́лович Ба́бель; Odessa, Império Russo, 13 de julho de 1894 – Moscou, URSS, 27 de janeiro de 1940) foi um jornalista e escritor soviético, de origem judaica. Apesar de ter sido um idealista defensor do marxismo e leninismo, foi preso, torturado e executado durante o Grande Expurgo de Stalin.

## Biografia
Babel nasceu em uma família judaica ortodoxa em Odessa, durante o período do êxodo de judeus no Império Russo. Apesar de ter sobrevivido com a ajuda da vizinha Rússia Ortodoxa, seu tio Shoyl foi um dos 300 judeus assassinados.
Na adolescência, Babel entrou no Nicolas I Odessa Commercial School. Além das matérias normais da escola, estudou também o Talmud e música. Após o insucesso em ingressar na Universidade de Odessa, ingressou no Kiev Institute of Finance and Business, onde conheceu Yevgenia Borisovna Gronfein, sua futura esposa.
Em 1915, Babel se formou e mudou para Petrogrado (atualmente São Petersburgo); encontrou então o escritor russo Maxim Gorky, que publicou algumas de suas histórias na revista Letopis' ("Летопись", "Chronicle"). Gorky orientou o aspirante a escritor para que buscasse mais experiência de vida, e posteriormente Babel escreveu em sua autobiografia: “… Eu devo tudo a aquele encontro e ainda pronuncio o nome de Alexey Maksimovich (Gorky) como amor e admiração”. Um de seus mais famosos contos autobiográficos, "The Story of My Dovecot" ("История моей голубятни"), é dedicado a Gorky.
A história "The Bathroom Window" foi considerada obscena pela censura, e Babel foi enquadrado como violador do código criminal. Nos próximos sete anos, Babel lutou pelo lado comunista na Guerra civil russa, trabalhando em Cheka como tradutor do serviço de inteligência no Odessa Gubkom (comitê regional bolchevique), no Narkompros (Comissariado de Educação), em uma tipografia, e como repórter de jornal em Petersburgo e Tiflis.
Isaac Babel casou com Yevgenia Gronfein em 1919, em Odessa, e tiveram a filha Nathalie Babel Brown. Em 1925, Yevgenia Babel, desgostosa pela infidelidade do marido e pela desilusão com o comunismo, emigrou para a França. Babel, apesar de visitar sua esposa em Paris, simultaneamente começou a se relacionar com Antonina Pirozhkova, com quem teve, também, uma filha.
Em 1920, Babel ingressou no Exército Vermelho, interrompendo sua produção literária; documentou os horrores da Guerra em 1920 Diary (Konarmeyskiy Dnevnik 1920 Goda), que mais tarde usaria para escrever Cavalaria Vermelha (Конармия), uma coleção de histórias curtas. A lendária violência da Cavalaria Vermelha era contrastante com a natureza gentil de Babel.
Diversas histórias mais tarde incluídas em Cavalaria Vermelha foram publicadas no LEF ("ЛЕФ") magazine, de Vladimir Maiakovski, em 1924. A descrição brutal da realidade da guerra lhe angariou alguns inimigos, tais como Marshall Budyonny. Contudo, a influência de Gorky garantiu sua publicação, e foi traduzido para muitas línguas.
Voltando a Odessa, Babel escreveu Odessa Tales (“Contos de Odessa”), uma série de histórias curtas de inspiração autobiográfica, narrando sua infância na comunidade judaica, no gueto de Moldavanka, e narrando fatos anteriores e posteriores à Revolução de Outubro.
Em 1930, Babel trabalhou na Ucrânia, testemunhando a brutalidade das forças soviéticas de coletivização, e o resultado do Holodomor. Como Stalin havia imposto seu poder sobre a intelligentsia soviética e ordenado que todos os escritores e artistas deveriam viver conforme o realismo socialista, Babel se afastou ainda mais da vida pública. Durante a campanha de oposição, o Formalismo russo, Babel foi denunciado publicamente por baixa produtividade. No primeiro congresso da União dos Escritores Soviéticos (1934), Babel observou ironicamente, que estava se tornando "o mestre em um novo gênero literário,o gênero do silêncio".
A peça de 1935, Maria, um retrato da sordidez vulnerável da sociedade soviética, fez com que fosse repreendido por Maxim Gorky pela sua baudelaireana predileção pela "miséria humana". Gorky procurou prevenir seu amigo sobre as “consequências políticas”, que lhe seriam “prejudiciais”. Quando foi programada para ser encenada em Moscou, no Vakhtangov Theatre, a peça foi cancelada pela NKVD em 1935.
Em 1932, após várias tentativas, foi permitida uma visita à sua esposa Yevgenia em Paris. Enquanto visitava sua esposa e a filha Nathalie, Babel sofreu ante a dúvida de voltar ou não à Rússia Soviética. Em conversas e cartas aos amigos, expressava o desejo de ser um “homem livre”, enquanto também expressava medo de não ser capaz de viver apenas escrevendo. Em 27 de julho de 1933, Babel escreveu uma carta a Yuri Annenkov, pedindo que fosse convocado para Moscou, e partiu imediatamente.
Após seu retorno, Babel começou a viver ao lado de Antonina Pirozhkova, com quem teve uma filha, Lidya Babel. Ele também colaborou com Sergei Eisenstein no filme Bezhin Meadow, sobre o informante Pavlik Morozov, e trabalhou em roteiros para diversos filmes de propaganda soviética.

## Relacionamento com os Yezhovs
Durante uma visita a Berlim, Babel começou um relacionamento com Yevgenia Feigenberg, que na época era tradutora da embaixada soviética. Yevgenia, conforme Simon Sebag Montefiore, começou a sedução de Babel com as palavras: “Você não me conhece,mas eu conheço bem você”. Mesmo após o casamento de Yevgenia com o chefe da NKVD, Nikolai Yezhov, o relacionamento continuou, e Babel frequentemente presidia as reuniões literárias de Mrs. Yezhov, muitas vezes incluindo celebridades tais como Solomon Mikhoels, Leonid Utesov, Sergei Eisenstein e Mikhail Koltsov.
Em retaliação pelo relacionamento de Babel com sua esposa, Yezhov ordenou que o escritor ficasse sob vigilância constante pela NKVD. Após a morte de Gorky, em 1936, Yezhov percebeu que Babel tinha dúvidas sobre a causa oficial sobre a morte, ao dizer, “Agora virão por mim”. Durante o Grande Expurgo, porém, Lavrenti Beria designou um assistente para Yezhov, usurpando sorrateiramente sua liderança na NKVD.

## Sequestro e morte

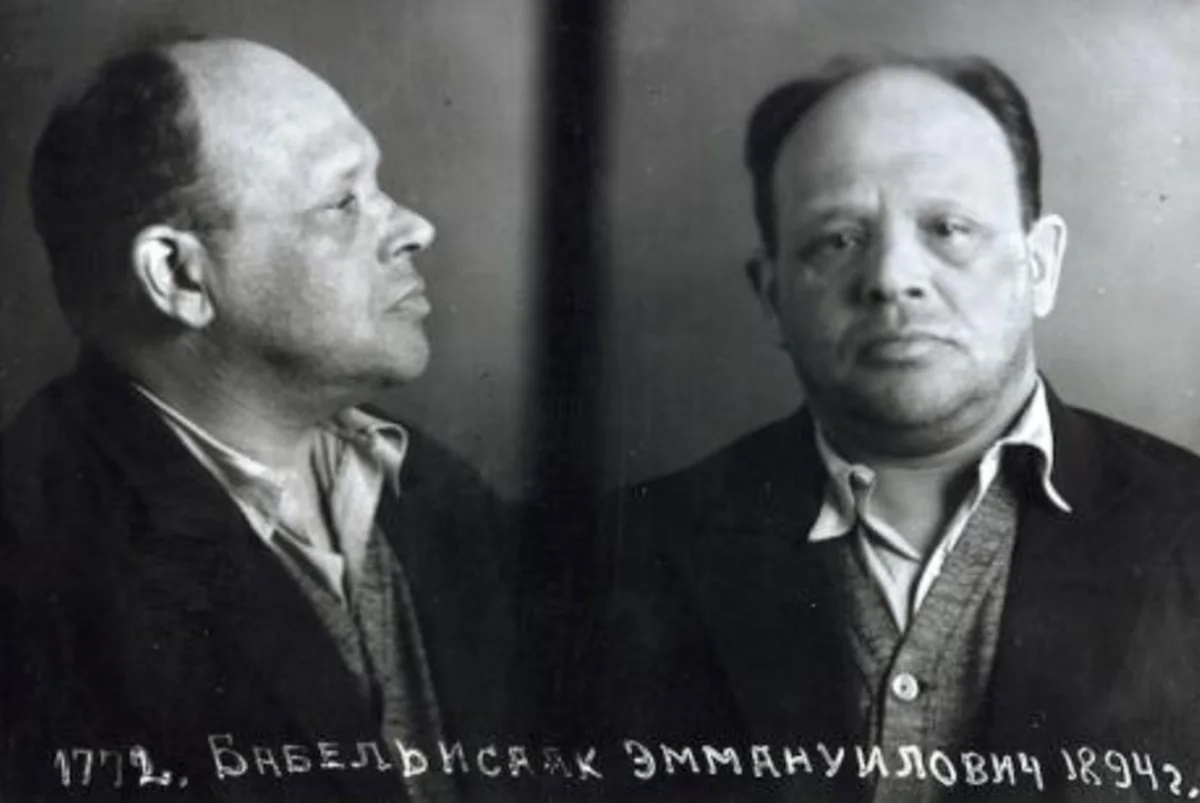
Foto de Babel, da NKVD após seu sequestro

Em maio de 1939, Isaac Babel foi sequestrado de sua “dacha” em Peredelkino, e imediatamente avisou Antonina, "Please see our girl grows up happy" (“Por favor, deixe a nossa garota crescer feliz”). De acordo com Peter Constantine, seu nome foi removido das enciclopédias e dos dicionários literários; quando o diretor de cinema Mark Donskoi fez a trilogia de Gorky, Babel, que tinha trabalhado no roteiro, teve o seu nome retirado dos créditos.
Interrogado sob tortura em Moscou, na prisão Lubyanka (KGB), Babel confessou ter sido membro da organização de Trotsky e sido recrutado pelo escritor francês André Malraux para espionar para a França.
De acordo com a versão oficial soviética, Isaac Babel morreu em Gulag em 17 de março de 1941. Seus arquivos e manuscritos foram confiscados pela NKVD e destruídos. Peter Constantine, que traduziu os escritos de Babel para o inglês, descreveu a execução de Babel como "one of the great tragedies of twentieth century literature" (“uma das grandes tragédias da literatura do século XX”).

## Reabilitação e legado
Em 23 de dezembro de 1954, durante a abertura de Khrushchev, Babel foi oficialmente absolvido de seu “crime”.
Após seu marido voltar a Moscou em 1935, Yevgenia Gronfein Babel não tinha conhecimento de sua outra família, com Antonina Pirozhkova. Eventualmente, porém, ela foi cruelmente informada por Ilya Ehrenburg durante os anos 1950. Enfurecida, bateu na face de Ehrenberg e então desmaiou. Sua filha, Nathalie Babel Brown, acredita que Ehrenburg estava sob ordens da KGB.
Com duas potenciais candidatas para o papel de viúva de Babel, o estado soviético deu preferência a Antonina, e não a Yevgenia, que havia emigrado para o oeste.
Apesar de a peça Maria ter sido muito popular nos anos 60 na Europa, ela não foi encenada na terra de Babel até 1994. A primeira tradução inglesa apareceu em 2002, por Peter Constantine e foi editada por Nathalie Babel Brown. A première americana de Maria, dirigida por Carl Weber, teve lugar na Stanford University dois anos depois.
Apesar de ser muito jovem na época para ter lembranças de seu pai, Nathalie Babel Brown se tornou uma das principais estudiosas da vida e do trabalho de Babel. Quando uma antologia da W. W. Norton & Company publicou seus trabalhos em 2002, Nathalie editou o volume e providenciou um prefácio. Ela morreu em Washington DC em 2008.
Lidya Babel, a filha de Isaac e Antonina Pirozhkova, também emigrou para os EUA e atualmente reside em Silver Spring, Maryland.